# القرن 25 ق م

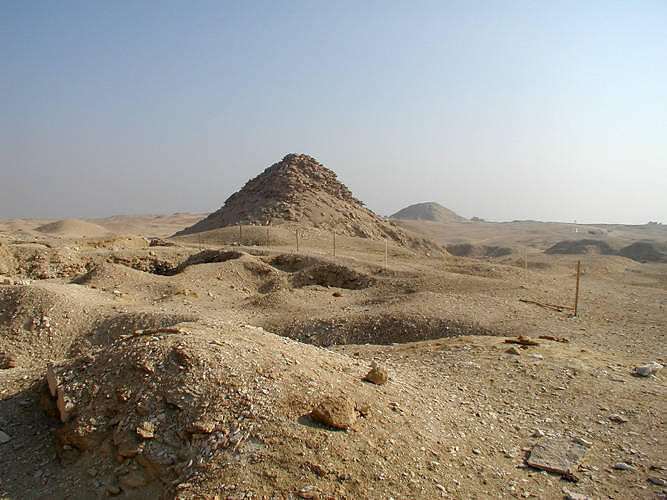
هرم أوسركاف المدمر في العراق

القرن 26 ق.م هو القرن الذي امتد من 2500 ق.م وحتى 2401 ق.م.

## شخصيات مميزة
- أوسركاف أول ملوك الأسرة الخامسة، قام بتشييد هرمه في سقارة، بالإضافة إلى معبد كرسه لرب الشمس رع.

## منشآت

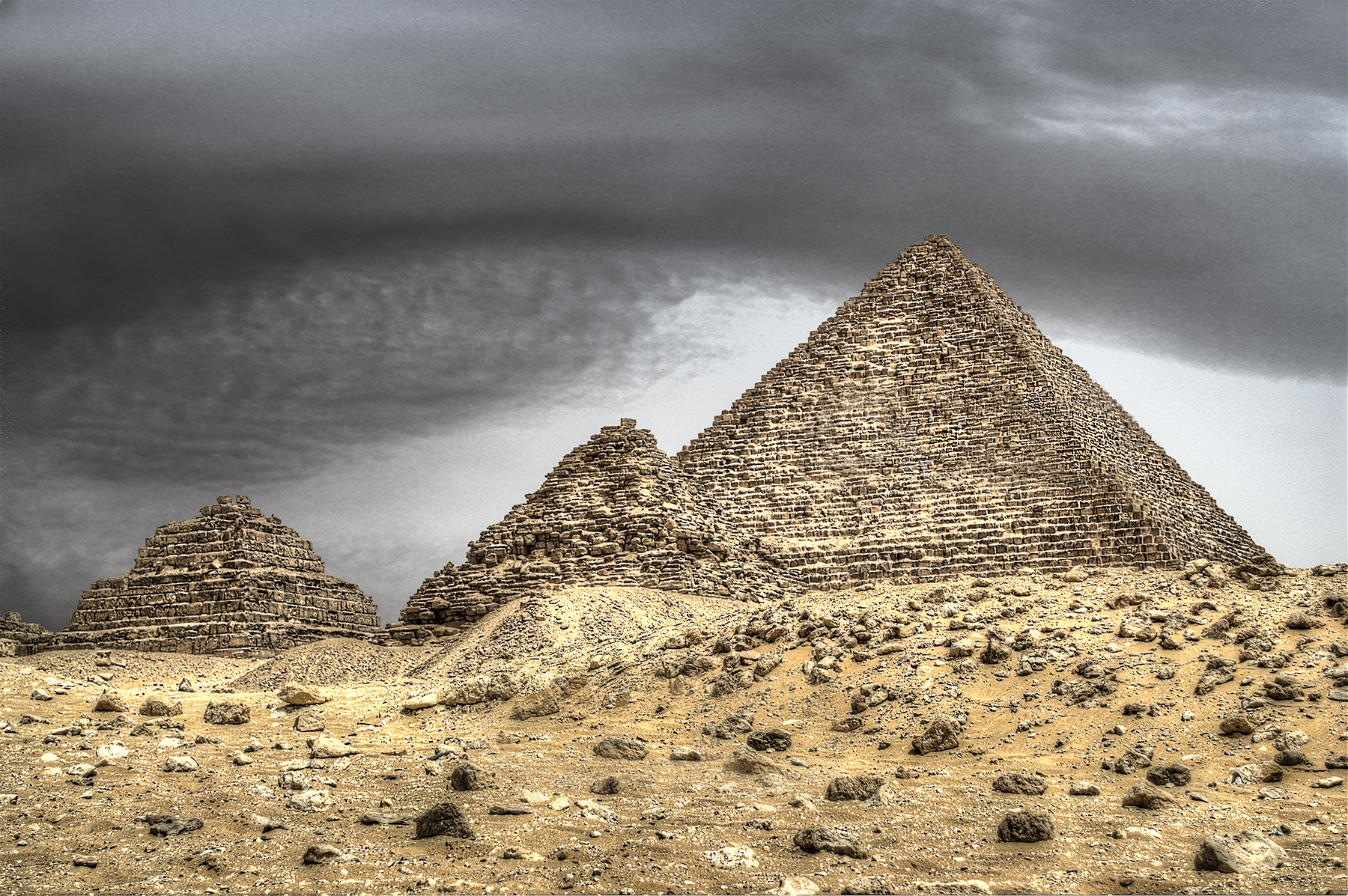
هرم منقرع

- هرم سقارة:هرم زوسر أو هرم سقارة أو الهرم المدرج (kbhw-ntrw في المصرية) هو معلم آثري بجبانة سقارة شمال غرب مدينة ممفيس القديمة في مصر. بُني خلال القرن 27 ق.م لدفن الفرعون زوسر ؛ بناه له وزيره إمحوتب. وكان المهندس والطبيب أمحتب هو المهندس الأساسي للمجموعة الجنائزية الواسعة في فناء الهرم وما يحيطه من هياكل الاحتفالية.